# Ferme de Montsouris

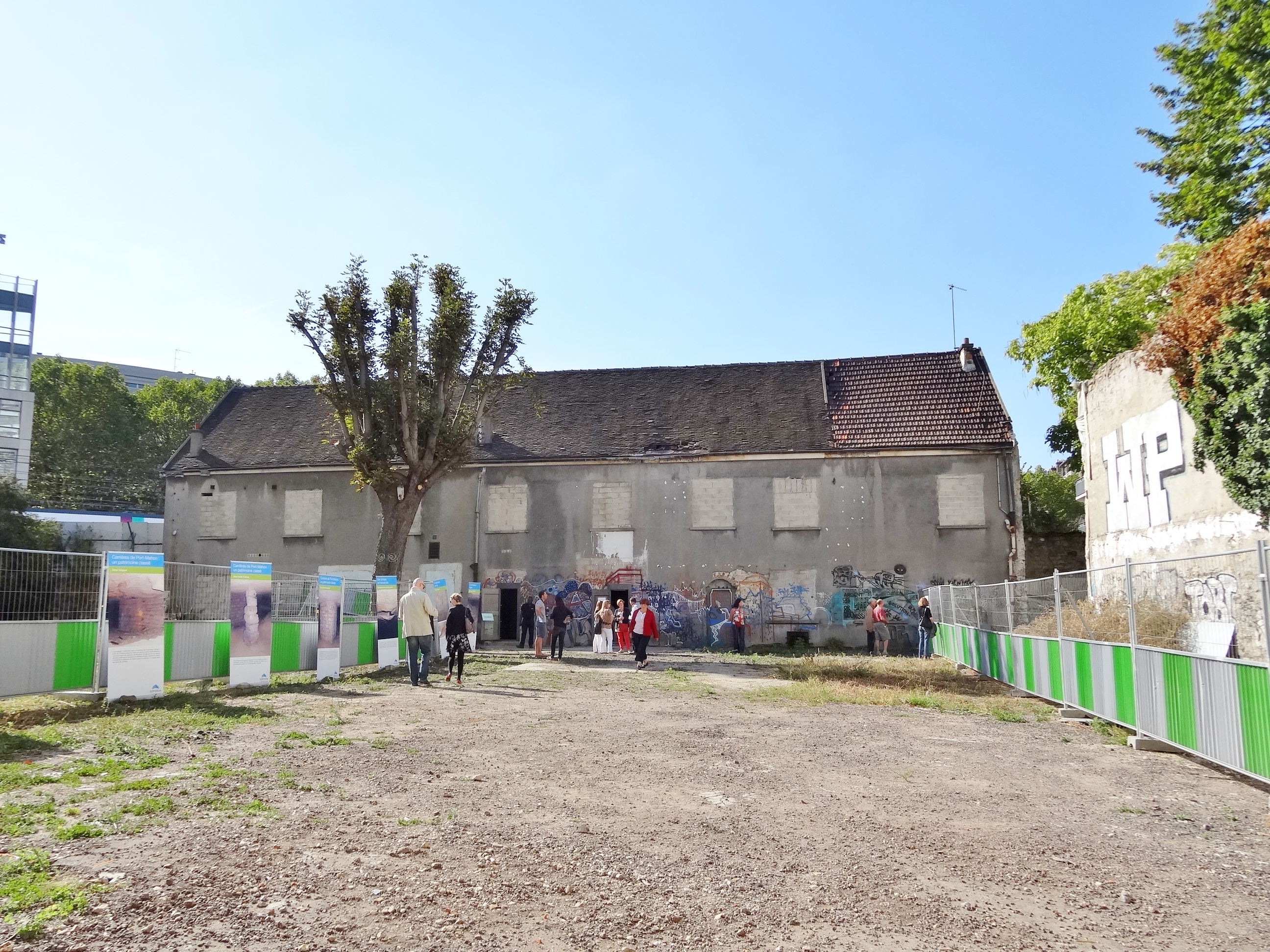
Façade de la grange-étable en fond de cour, en septembre 2012.

La ferme de Montsouris était une ferme située dans le 14e arrondissement de Paris, du 26 au 30, rue de la Tombe-Issoire. De cette ferme, il reste aujourd'hui une grange-étable, dernier bâtiment de ferme important de la capitale.

## Histoire
Sur cet emplacement, un moulin à vent et la maison du meunier ont existé jusqu'au milieu du XVIIIe siècle sous le nom de « maison de Ficherolles ». Leurs existences sont attestées par des actes notariés de 1697 et 1703. La maison est achetée en deux fois, en 1846 et 1858.
Entre 1703 et 1733, le moulin est appelé « moulin des Invalides » car il appartenait à l’Hôtel royal des Invalides.
Progressivement, une ferme s'installe en lieu et place du moulin, constituée, au milieu du XIXe siècle, d'un ensemble de bâtiments, étable, écurie, porcherie et poulailler.
C'était une ferme de ville, encore appelée « ferme de nourrisseur » ou « vacherie ». En 1895, il y en avait plus de 450 à Paris. Le fourrage provenait de Montrouge et de Gentilly.
Avant l’annexion de 1860, la ferme abritait une guinguette car, placée au-delà de l’ octroi, les boissons n’étaient pas taxées.
L’abbé Keller achète, par souscription dès 1925, la ferme.
Pendant la seconde moitié du XIXe siècle, la parcelle est dotée d'un immeuble de rapport au no 26 de la rue de la Tombe-Issoire, dont la grande porte cochère donne accès à la cour dotée progressivement de divers bâtiments jusqu'au milieu du XXe siècle.
Dans les années 1950, la laiterie est démolie et, dans les années 1960, la grange transformée pour accueillir diverses activités destinées à la jeunesse du quartier.

## Description
Depuis les démolitions des années 1950 et la démolition de la maison des vachers en 2012, la ferme n'est plus constituée que de l'ancienne grange, surmontée de son ancien fenil, de la grande cour anciennement rurale et de la porte charretière sur rue.
En souterrain de la parcelle, se trouve la carrière du chemin de Port-Mahon à quelque 17 mètres de profondeur.

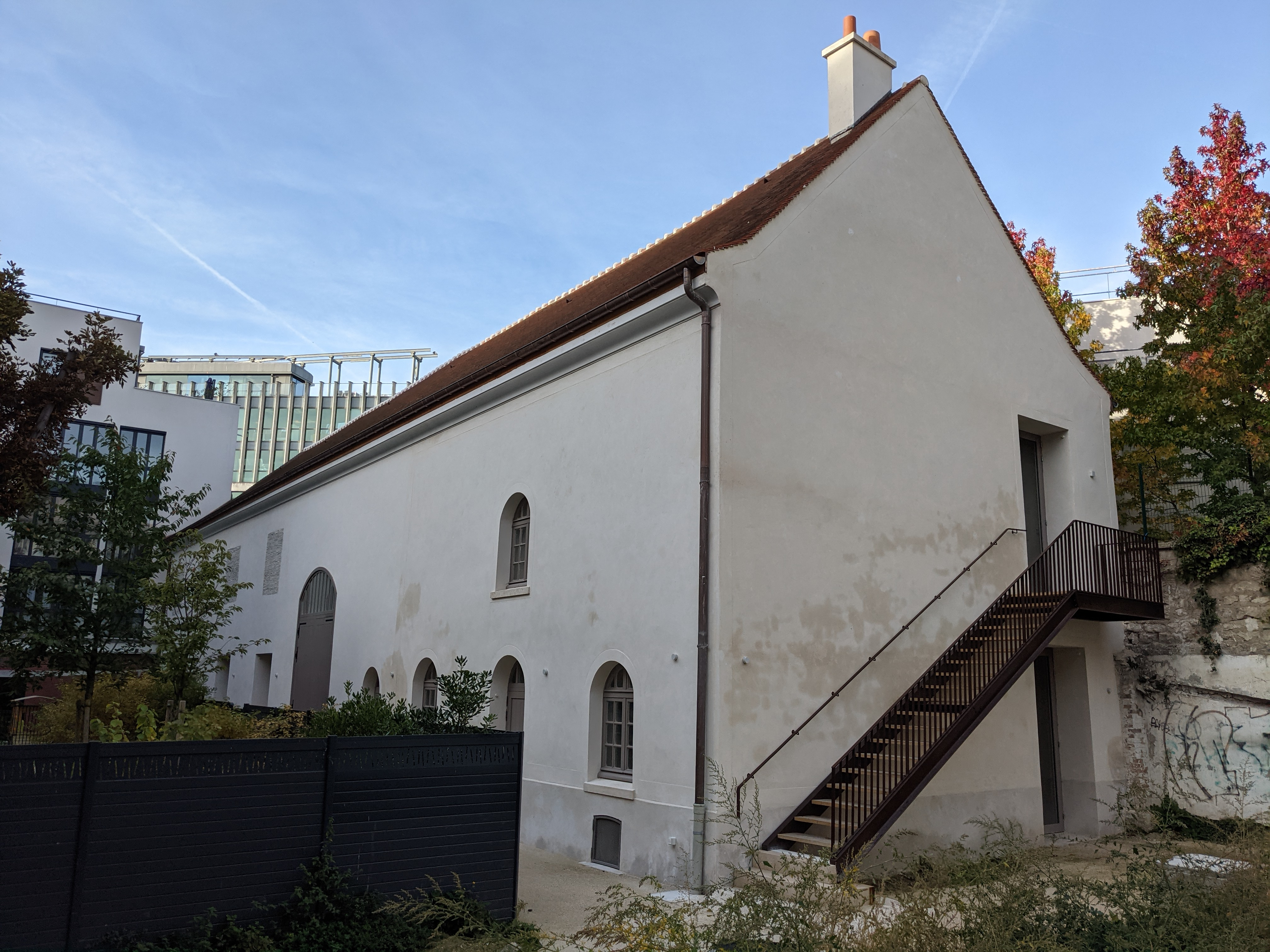
La grange-étable en 2021, après achèvement de la restauration.

## Projets immobiliers
Depuis les années 1980, ce site est l'objet de projets immobiliers qui ont déclenché la constitution d'un collectif décidé à préserver le caractère historique du lieu, ainsi que les anciennes carrières situées en profondeur sous la parcelle.
En novembre 2013, la ville de Paris a acheté la grange-étable de la ferme de Montsouris pour la protéger, mais elle n'a pas acheté la cour, ni l'immeuble sur rue, ni la partie de la carrière classée monument historique qui se trouve dessous. La destination du lieu a été fixée par un vote de la population lors du Budget Participatif 2016 de la Ville de Paris, qui a décidé d'une utilisation comme « lieu artistique, culturel et citoyen ». Le projet de restauration de la grange, débuté en mars 2019, devrait durer jusqu'à l'automne 2019.
À la suite d'un appel à candidatures de la Ville, circusnext a été sélectionné pour occuper le lieu. Circusnext est un label de cirque européen, qui prend la forme d'une plateforme d’une trentaine de partenaires de 17 pays qui se retrouvent autour du cirque émergent, favorisant la coopération européenne dans le domaine en repérant et en accompagnant les jeunes artistes circassiens. La Ferme abritera les bureaux de circusnext, mais également un studio de création qui sera ponctuellement ouvert au public pour des sorties de résidence et des rencontres entre artistes et riverains.